# Pačlavice
Pačlavice – gmina w Czechach, w powiecie Kromieryż, w kraju zlińskim. Według danych z dnia 1 stycznia 2012 liczyła 855 mieszkańców.
Składa się z trzech części:
- Pačlavice
- Lhota
- Pornice